# Pau de Sitjar i Ruata
Pau de Sitjar i Ruata, també conegut com a Pablo de Sichar o senzillament Pau de Sitjar (Estada, Comtat de Ribagorça, actualment enquadrada a la comarca del Somontano de Barbastre, 25 de gener de 21 d'agost de 1751 - Barcelona, 1831) fou un religiós català, que esdevení Bisbe de Barcelona entre els anys 1808 i 1831.
Fill de Benón Sichar Azara i de Josefa Ruata Abad, es formà amb els jesuïtes, realitzant estudis superiors de Filosofia, Jurisprudència i Dret canònic a la Universitat Sertoriana d'Osca, llicenciant-se en Dret civil i Dret canònic. Es traslladà a Saragossa on va realitzar la seva carrera com a lletrat, ingressant a la Reial Acadèmia Jurídic-Pràctica, de la qual va ser el seu president. Per indicacions del seu cosí germà, el bisbe d'Eivissa, Manuel Abad y Lasierra, abandonà l'advocacia per esdevenir sacerdot el 1784. Continuà la carrera eclesiàstica fins que el seu oncle, el també bisbe d'Eivissa, Eustaquio de Azara y Perera, el va conduir de nou cap a les illes l'any 1790. Exercí com a professor de la Universitat d'Osca, i el 1797 va ser nomenat bisbe auxiliar de Barcelona i el 1808, sent papa Pius VII, fou nomenat bisbe titular d'aquesta diòcesi, càrrec que ostentà fins a l'any 1831. Sichar, però, no va poder prendre possessió del bisbat de Barcelona a la mateixa Catedral de Barcelona, ja que va haver de fugir de la ciutat a causa de l'ocupació francesa dirigida pel general Duhesme. Ho va fer però a Basílica de Santa Maria de Vilafranca el 6 de novembre de 1808. Del 1809 al 1813 va viure refugiat a Mallorca, per tal de no haver d'acceptar la dominació francesa. A Mallorca, signà les pastorals anticonstitucionals editades pels bisbes (la majoria de seus catalanes) refugiats a l'illa. Com sigui que, gràcies a un préstec seu, el capità general Castaños pogué evitar que les seves tropes s'unissin a la insurrecció de Lacy, el dia de la proclamació de la constitució el 1820 fou maltractat per la multitud i amenaçat de mort. Després intentà de conviure amb el nou règim, al qual dedicà una pastoral laudatòria, però fou inclòs a la llista de proscripció que els liberals barcelonins presentaren a les autoritats en saber-se l'abolició de la constitució a Nàpols per les tropes austríaques. El bisbe, que era a Sant Gervasi, ja no tornà a la ciutat, sinó que fugí a Esparreguera i d'allí al seu poble natal. D'allí estant, renuncià a la seu, però la renúncia no li fou acceptada a Roma. Havent retornat a la seva seu el 1824, escriví una duríssima pastoral contra els liberals.
Fou diputat per la província d'Aragó a les Corts Generals i Extraordinàries entre els anys 1810 i 1813. Tot i mostrar una postura moderada a la revolució de 1820, va ser expulsat un any després de Barcelona, sent substituït pel bisbe Fèlix Torres i Amat de Palou. El 1823, va tornar a recuperar la seva seu. Va morir el 21 d'agost de 1831.